# 兴隆乡 (抚松县)
兴隆乡，是中华人民共和国吉林省白山市抚松县下辖的一个乡镇级行政单位。

## 行政区划
兴隆乡下辖以下地区：
兴隆村、四季村、板石村、国兴村、新风村、新立村、青年村、松江村、德胜村、后趟子村、东关道村、珠宝岗村、头道庙岭村、刁窝砬子村和南天门村。